# Bird of Pray (canção dos Ziferblat)
"Bird of Pray" é uma canção da banda ucraniana de rock alternativo Ziferblat, escrita por Valentyn Leshchynskyi, Daniil Leshchynskyi e Fedir Khodakov, com produção dos Ziferblat. A canção foi lançada a 24 de janeiro de 2025 e representou a Ucrânia no Festival Eurovisão da Canção de 2025.

## Festival Eurovisão da Canção 2025

### Vidbir2025
A 9.ª edição do Vidbir para selecionar o concorrente ucraniano para o Festival Eurovisão da Canção de 2025 teve a sua final a 8 de fevereiro de 2025 em Kiev. A seleção ocorreu em três etapas. Na 1.ª fase, artistas e compositores tiveram a oportunidade de inscrever-se na competição por meio de um formulário online. 20 participantes foram pré-selecionados e anunciados a 11 de dezembro de 2024. A 2.ª etapa envolveu os artistas pré-selecionados a participar de uma audição agendada. Foram selecionados até nove atos, enquanto um ato adicional foi escolhido a partir de uma seleção online. A 3.ª etapa foi a final a televisionada com todos os concorrentes já selecionados e decorreu em fevereiro de 2025. O vencedor foi selecionado através da combinação de votos do público e de um júri de especialistas, cujos membros serão selecionados pelo público.
Após passar pela fase de seleção, a 20 de dezembro de 2024, os Ziferblat foram confirmados entre os 10 finalistas do concurso com a canção «Bird of Pray»,   canção que foi apresentada na competição a 8 de fevereiro de 2025, e a votação combinada do público e do júri coroou-a como a vencedora da edição de 2025 e representou a Ucrânia na Eurovisão de 2025 em Basileia, na Suíça.